# Eviota richardi
Eviota richardi, tên thông thường là Rick's dwarfgoby, là một loài cá biển thuộc chi Eviota trong họ Cá bống trắng. Loài này được mô tả lần đầu tiên vào năm 2016.

## Từ nguyên
Loài cá này được đặt theo tên của Richard (Rick) Winterbottom, làm việc tại Bảo tàng Hoàng gia Ontario, là người đã nhận ra đây là loài chưa được mô tả.

## Phạm vi phân bố và môi trường sống
E. richardi chỉ được biết đến ở tại vùng biển giữa hai đảo Viti Levu và Vanua Levu, cũng như ở xung quanh rạn san hô Great Astrolabe (Fiji). Những mẫu vật của E. richardi được thu thập gần các rạn san hô và các thảm rong tảo ở độ sâu khoảng 20 m trở lại.

## Mô tả
Chiều dài cơ thể tối đa được ghi nhận ở E. richardi là 1,67 cm. Đầu và thân có màu trắng; viền vảy có màu cam. Màu cam sẫm hơn ở vùng lưng, nhạt hơn ở vùng bụng. Hàm trên, hàm dưới và mõm có màu cam. Đồng tử đen, mống mắt màu đỏ với các vạch trắng bao quanh đồng tử. Đỉnh đầu và vùng sau mắt có màu xám. Hai bên má có màu trắng với một đốm lớn màu cam ở giữa. Gốc vây hậu môn và vây đuôi màu cam; màu đen toàn bộ vây.
Số gai ở vây lưng: 7; Số tia vây ở vây lưng: 9; Số gai ở vây hậu môn: 1; Số tia vây ở vây hậu môn: 8; Số tia vây ở vây ngực: 16 - 17.